# Vinko Coce
Vinko Coce (ur. 22 grudnia 1954 w Trogirze, zm. 27 października 2013 w Splicie) – najbardziej znany chorwacki klapski tenor. Był inicjatorem powstania Festiwalu Tenorów w Trogirze.

## Dyskografia
- Ljubav je ka i cvit
- Mama, adio
- Mirno spavaj, ružo moja
- Odriši mi dušu
- Okruk selo
- Sve najbolje
- Tenori i tenorini o svome Trogiru
- Sounds of Dalmatia
- More sinje